# Agnes Muthspiel
Agnes Muthspiel (z domu Gahbauer) (ur. 8 lutego 1914 w Salzburgu, zm. 3 maja 1966 tamże) – austriacka malarka. 
Po ukończeniu studiów w 1938 wyszła za mąż za prawnika Hansa Richtera Muthspiela, który zginął na froncie w 1941 walcząc w Związku Radzieckim. Po 1945 zainspirowana znajomością z Maxem Peiffer Watenphulem, Casparem Neherem i Herbertem Breiterem zaczęła malować i w 1950 osiągnęła sukces. Jej sposób malowania był bliski impresjonistom, ale ponieważ była samoukiem, toteż jej styl był naiwny. Należał do założonej przez Herberta Breitera "Grupy Salzburskiej". Zaangażowała się w malarstwo, dzięki któremu poznała świat artystyczny. Przyjaźniła się z rzeźbiarzem Tonim Schneider Manzellem, kompozytorami Gottriedem von Einemem i Carlem Orffem, poetami Wernerem Bergguenem i Gerhardem Amanshauserem, pisarzem Bertoltem Brechtem oraz malarzami Eduardem Bäumerem i Paulem Florą. W 1966 została uhonorowana Theodor Körner Prize, po śmierci na jej domu wmurowano tablicę pamiątkową. 
Tworzyła obrazy olejne, akwarele, grafiki i rysunki, które przedstawiały weduty jej rodzinnego miasta. Była gorliwą katoliczka, część obrazów przedstawia widoki Rzymu, do którego wielokrotnie podróżowała. Przebywała również na wyspie Ponza, gdzie powstały obrazy przedstawiające śródziemnomorską przyrodę i architekturę.